# Zeit (álbum de Tangerine Dream)
Zeit es el tercer álbum de estudio del grupo de música electrónica Tangerine Dream. Publicado en 1972 por el sello Ohr se caracteriza por ser un álbum doble instrumental, de estilo ambiental, que ha sido reeditado en numerosas ocasiones. Es considerado uno de los mejores ejemplos del estilo musical denominado rock espacial.
Archie Patterson, en su crítica para AllMusic, lo califica como un álbum "casi clásico en construcción, la música está estructurada para evolucionar en secciones a medida que un tema literalmente se funde con el siguiente. Florian Fricke (de Popol Vuh) interpretó un gran Moog en este álbum y la textura general de la electrónica es cálida y brillante".

## Producción
Antes de la composición de Zeit Tangerine Dream experimentó un nuevo cambio de integrantes. A la base formada por Edgar Froese y Christopher Franke se añadió Peter Baumann configurando una de las etapas consideradas más influyentes de la trayectoria del grupo y que abarcó prácticamente la década de los años 70.

"Fue un gran paso porque fue cuando dejé de tocar la guitarra. Peter Baumann se incorporó a la banda y Chris (Franke) ya no quería seguir tocando la batería. Los violonchelistas eran cuatro estudiantes. Todo lo que tenían que hacer era interpretar a A 440 herzios y variar 1/4 de tono."
Edgar Froese (Neumusik, enero de 1980) 

Grabado en los estudios Dierks (Colonia, Alemania) el álbum se caracteriza por su estilo experimental, tener un tiempo más lento y texturas más atmosféricas que sus discos previos y la influencia de los álbumes publicados en esta época por grupos como Pink Floyd. Se estructura como un álbum doble que incluye cuatro largos temas, cada uno ocupando una cara del vinilo original, subdivididos en secciones que se van mezclando entre sí y carentes de estructuras rítmicas evidentes.

"Ummagumma de Pink Floyd fue realmente el primer album de rock experimental. Hasta entonces sencillamente tenías improvisaciones como las que realizaba Jimmy Hendrix o Cream."
Christopher Franke (thisBeat, 1986) 

En el primero de los temas del disco, «Birth of Liquid Plejades», también participan como músicos invitados Florian Fricke (de Popol Vuh) tocando el sintetizador Moog, The Cologne Cello Cuartet (un grupo de cuatro estudiantes de violonchelo) y Steve Schroyder (integrante de esa primera etapa en Tangerine Dream y que, tras esta grabación, se desvinculó del grupo).

"Estos primeros álbumes estaban influenciados por Pink Floyd. Zeit fue probablemente nuestro álbum más vanguardista pero fue una dirección que decidimos no seguir. La vida tiene que cambiar".
Edgar Froese (1986) 

15 años más tarde, en 1987, se editó el álbum en formato de doble disco compacto. Posteriormente se reeditó en una versión reducida para permitir su publicación en un único disco compacto de 72 minutos. En 1996 se volvería a publicar una nueva edición remasterizada, a partir de los másteres originales, con su duración original. En 2011 el sello Esoteric Records publicó una edición especial en formato de doble disco compacto y doble álbum de vinilo que incluía el álbum original y «The Klangwald Performance», una versión remasterizada de un concierto de casi 80 minutos fechado en 1972 aunque no se tiene certeza total de su datación.

## Lista de temas
| N.º   | Título                                 | Escritor(es)                                  | Duración |  |
| 1.    | «Birth Of Liquid Plejades»             | Edgar Froese Christopher Franke Peter Baumann | 19:54    |  |
| 2.    | «Nebulous Dawn»                        | Edgar Froese Christopher Franke Peter Baumann | 17:56    |  |
| 3.    | «Origin Of Supernatural Probabilities» | Edgar Froese Christopher Franke Peter Baumann | 19:34    |  |
| 4.    | «Zeit»                                 | Edgar Froese Christopher Franke Peter Baumann | 16:58    |  |
| 74:29 |                                        |                                               |          |  |

## Personal
- Edgar Froese - generadores, guitarra, melotrón, diseño de portada y pintura
- Peter Baumann - teclados, vibráfono y sintetizador VCS3
- Christopher Franke - teclados, cimbales y sintetizador VCS3

- Florian Fricke - Sintetizador Moog en «Birth of Liquid Plejades»
- Steve Schroyder - Introducción de órgano en «Birth of Liquid Plejades»
- The Cologne Cello Quartet - Introducción de violonchelo en «Birth of Liquid Plejades»
  - Christian Vallbracht
  - Joachim von Grumbcow
  - Hans Joachim Brüne
  - Johannes Lücke

- Dieter Dierks - Ingeniero de Sonido
- Rolf-Ulrich Kaiser - Supervisión
- Monique Froese - Fotografía